# 伤寒、副伤寒甲、乙三联菌苗
伤寒、副伤寒甲、乙三联菌苗（Typhoid and Paratyphoid A,B Vaccine）是一种中国大陆的灭活细菌疫苗，用来防止成人伤寒和副伤寒A、B。此疫苗因作用不佳已被废弃，由单价Vi多糖疫苗替代。
三联伤寒苗研制于1958年，是三种细菌在甲醛灭活后的混悬液。
欧洲的Ty21a减毒伤寒疫苗对副伤寒A、B也有一定保护作用，和细菌外部的脂多糖O抗原相似性有关。